# Oldenburger (paard)

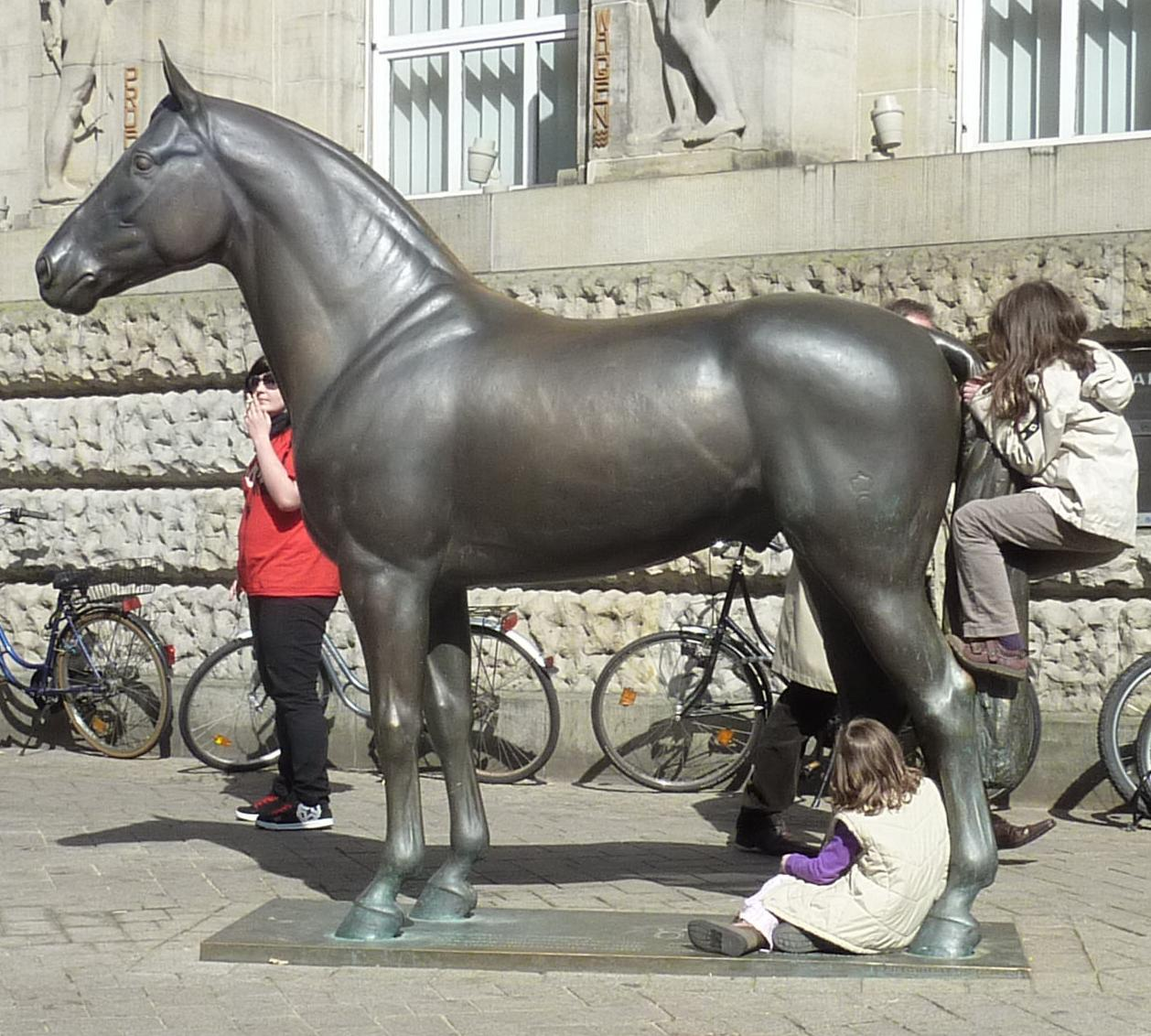
Bronzen beeld van de oldenburgerhengst Donnerhall in Oldenburg

De oldenburger is een Duits paardenras dat van oorsprong gefokt werd in de omgeving van Oldenburg in Nedersaksen. Het is tegenwoordig een modern type prestatiepaard dat zeer geschikt is voor de topsport.

## Stamboek
Het stamboek van de oldenburger stelt zich ten doel door strenge selectie van de hengsten, op grond van prestaties in de sport, tot een steeds beter rijpaard te komen. Het is een 'open stamboek' dat niet let op de afkomst of de kleur van een paard maar uitsluitend op zijn gebleken geschiktheid om mee te kunnen doen in de top van de professionele ruitersport.

## Geschiedenis
De geschiedenis van de oldenburger (OL) gaat terug op de oude paardenrassen Oost-Fries paard en alt-oldenburger, die in de afgelopen eeuwen door fokkers in de omgeving van Oldenburg en Oost-Friesland gefokt werden.
In 1922 werd het Verband der Züchter des Oldenburger Pferdes e.V. opgericht als samenvoeging van twee voorgaande stamboeken. Dit stamboek fokte tot de jaren vijftig vooral zware warmbloedpaarden die geschikt waren voor trekwerk in de landbouw en als tuigpaard voor de koets. Door inkruising met hoog in het bloed staande warmbloedrassen, zoals de Engelse volbloed, anglo-arabier en arabier, hannoveranen en holsteiner, ontstond vanaf het midden van de twintigste eeuw een groot, sterkgespierd en temperamentvol rijpaard dat voortdurend op de proef wordt gesteld en verbeterd.
In 2001 ontstond er een afgesplitst stamboek speciaal voor de oldenburgerspringpaarden (die worden aangeduid met 'OS'). Sinds 2011 hebben beide organisaties zich verenigd in de overkoepelende 'Oldenburger Pferdezuchtverband e.V.'

## Internationale sportprestaties
Het sportieve succes van het ras blijkt uit de volgende lijst.
- Bonfire - won met Anky van Grunsven vier olympische medailles in Sydney (2000).
- Donnerhall - was een befaamde oldenburgerdekhengst die met Karin Rehbein twee keer de ploegmedaille won tijdens wereldkampioenschappen dressuur.
- Fabiola - werd met Hannelore Brenner drie keer tweede tijdens de Paralympische Spelen.
- Legrande - werd met Lynn Al Redha eerste in de klasse medium tijdens de wereldkampioenschappen dressuur van de FEI (2012).
- Relevant - won zilver en brons met Lisa Wilcox, onder andere tijdens de Olympische Spelen in Athene (2004).
- Renoir-Unicef - won vele keren goud en zilver tijdens de CHIO Grand Prix in Aken (onder Ann Kathrin Linsenhoff).
- Sandro Boy - werd wereldcupwinnaar onder Marcus Ehning in 2006.
- Weihaiwej - werd eerste in het solo- en groepsklassement springen met Franke Sloothaak in 1984.

## Afbeeldingen

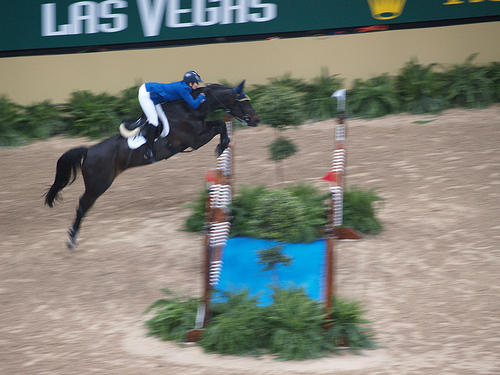
Judy Ann Melchior met Grande Dame Z
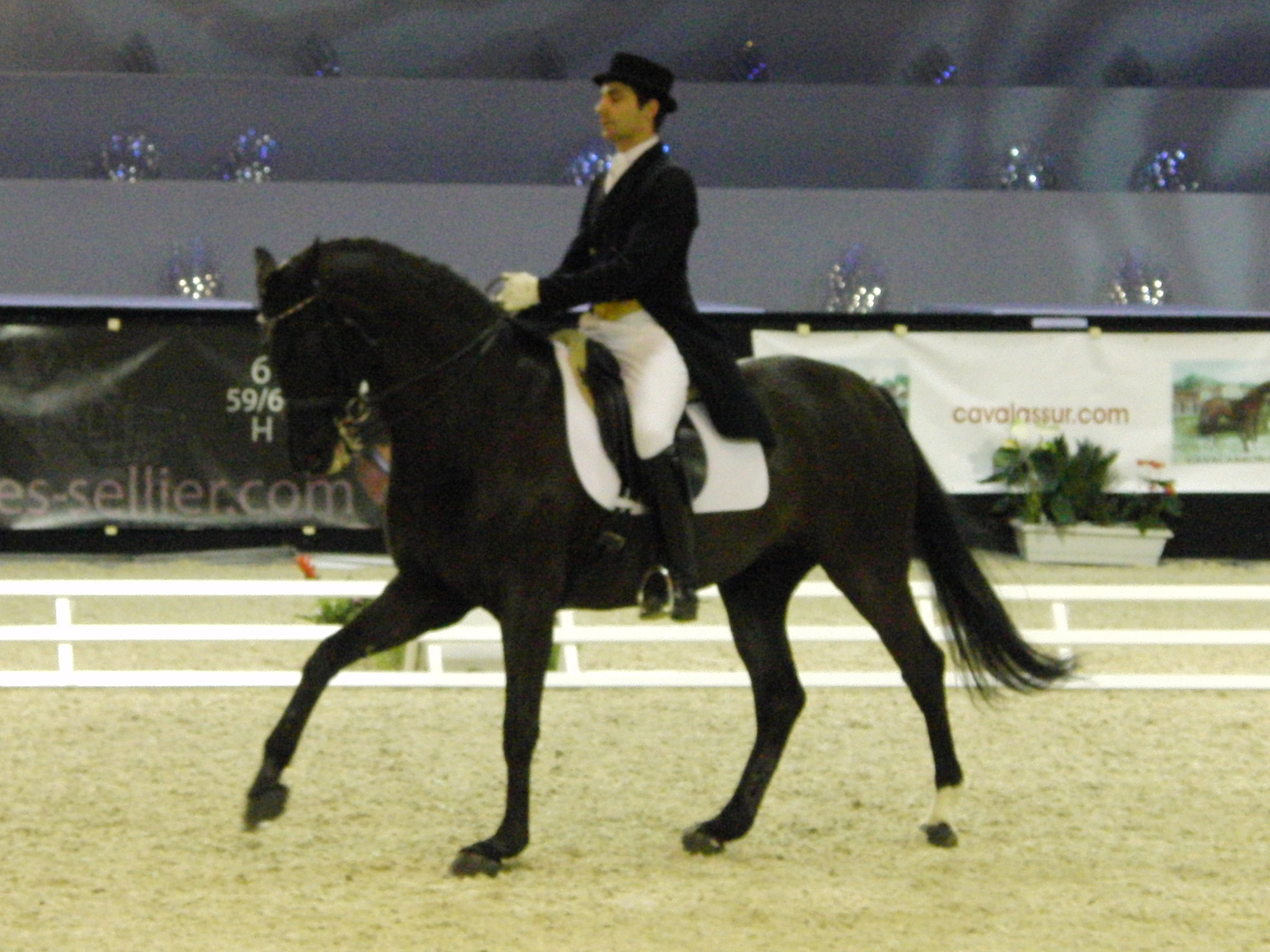
Damien Cambourieu met Donna Sunshine
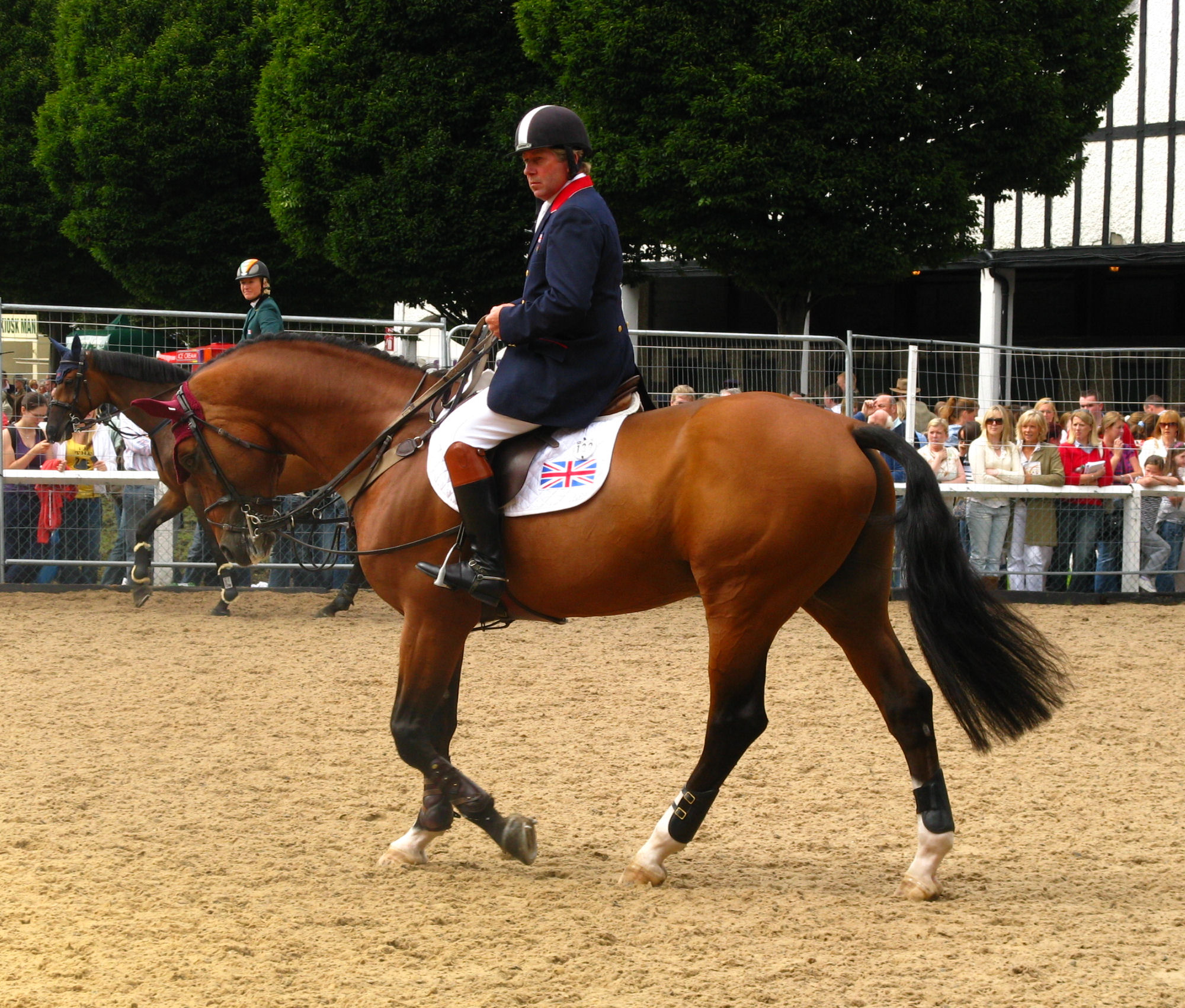
Nick Skelton met Arko III, 2008